# Muhič
Muhič je priimek več znanih Slovencev:
- Alojz Muhič (1950−2017), politik (župan NM 2006-14)
- Alojz Muhič (1937−2023), arhitekt, doc. FA
- Jani Muhič, novinar, televizijski voditelj, humanitarec
- Milena Muhič (1937−2014), igralka
- Mitja Muhič, strojnik
- Peter Muhič (+1600?), filozof in teolog, prošt, profesor in rektor dunajske univerze, teološki polemik (1569)
- Simon Muhič (*1971), strojnik, redni profesor in dekan FS Univerze v NM
- Vincenc Muhič (1873−1942), slovensko-avstrijski politik, (župan Gradca)